# Musée Bargoin
Le musée Bargoin est un musée patrimonial situé à Clermont-Ferrand. Il expose principalement des collections archéologiques et des œuvres textiles.

## Situation géographique
Le musée Bargoin se situe à Clermont-Ferrand, à l'intersection de la rue Ballainvilliers et du boulevard Lafayette, à proximité du rectorat, du jardin Henri-Lecoq et du Muséum d'histoire naturelle.

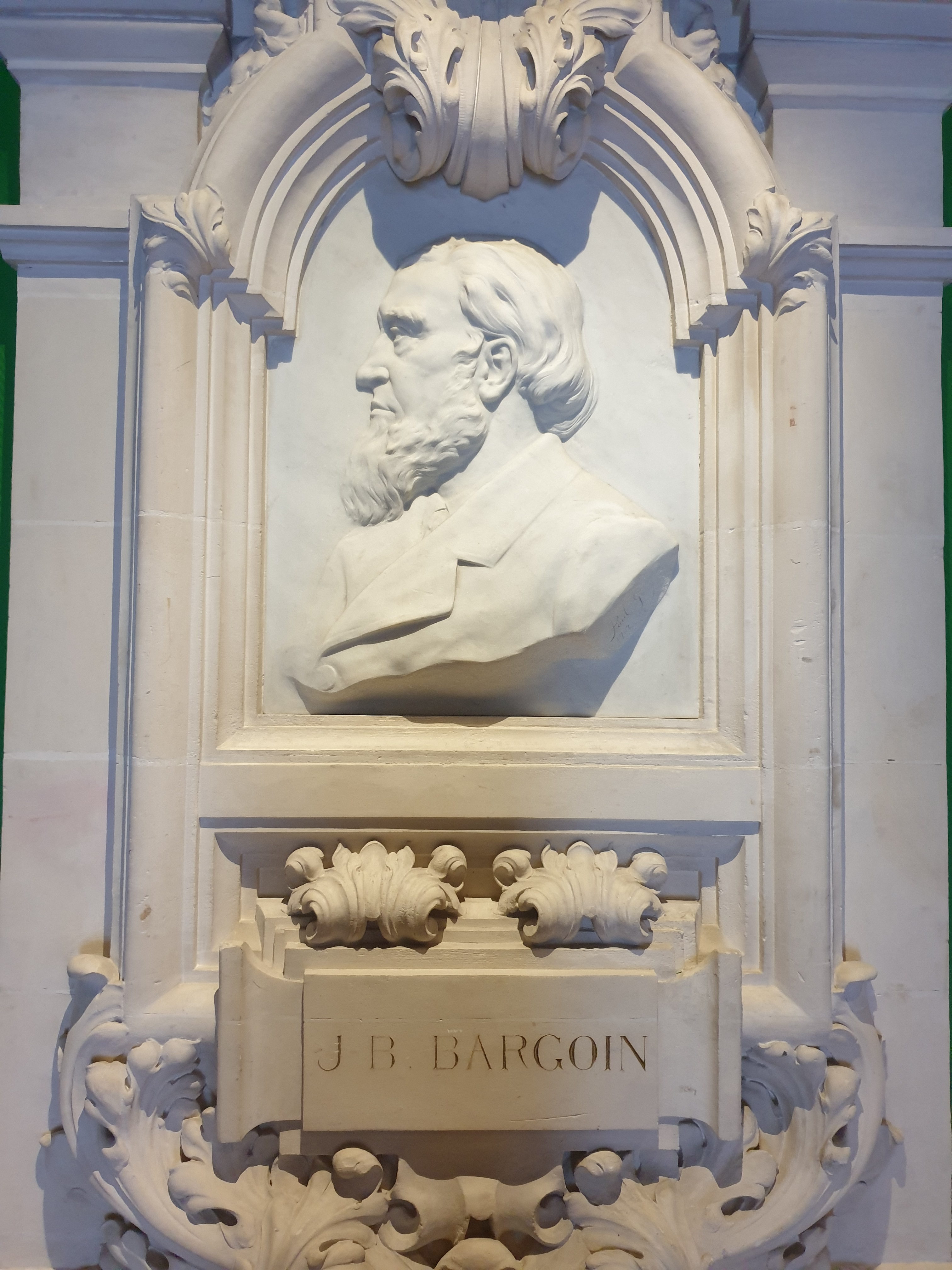
Jean-Baptiste Bargoin, bas-relief ornant l'escalier du musée.

## Histoire
Le musée porte le nom de Jean-Baptiste Bargoin, riche industriel clermontois ayant légué en 1885 une partie de sa fortune à la ville de Clermont-Ferrand, dans le but de fonder un musée.
Le bâtiment a été construit par l'architecte clermontois Joseph Dionnet. La façade est ornée de bas-reliefs en marbre représentant les Arts, du sculpteur P. Gray et de grilles du ferronnier d'art Bernardin.
Pensé au XIXe siècle pour présenter des collections de beaux-arts, le musée abrite également, dès son inauguration en 1903, de nombreuses pièces archéologiques découvertes localement.
Avec le déplacement des collections d'art dans le nouveau musée d'art Roger-Quilliot à la fin du XXe siècle, le musée Bargoin redéploie son fonds archéologique dans des espaces plus vastes, et réserve le deuxième étage au fonds « Tapis et arts textiles ».
Longtemps musée municipal, le musée Bargoin dépend aujourd'hui de la métropole Clermont Auvergne Métropole.
En 2016, à l’occasion de l'exposition « Rebelles », les graffeurs Deft, Beame414, Waro Tkn Fwt, Rino, et Epok du collectif ENDtoEND  ont réalisé une peinture avec des aérosols à la craie sur les façades du musée Bargoin.

## Collections archéologiques

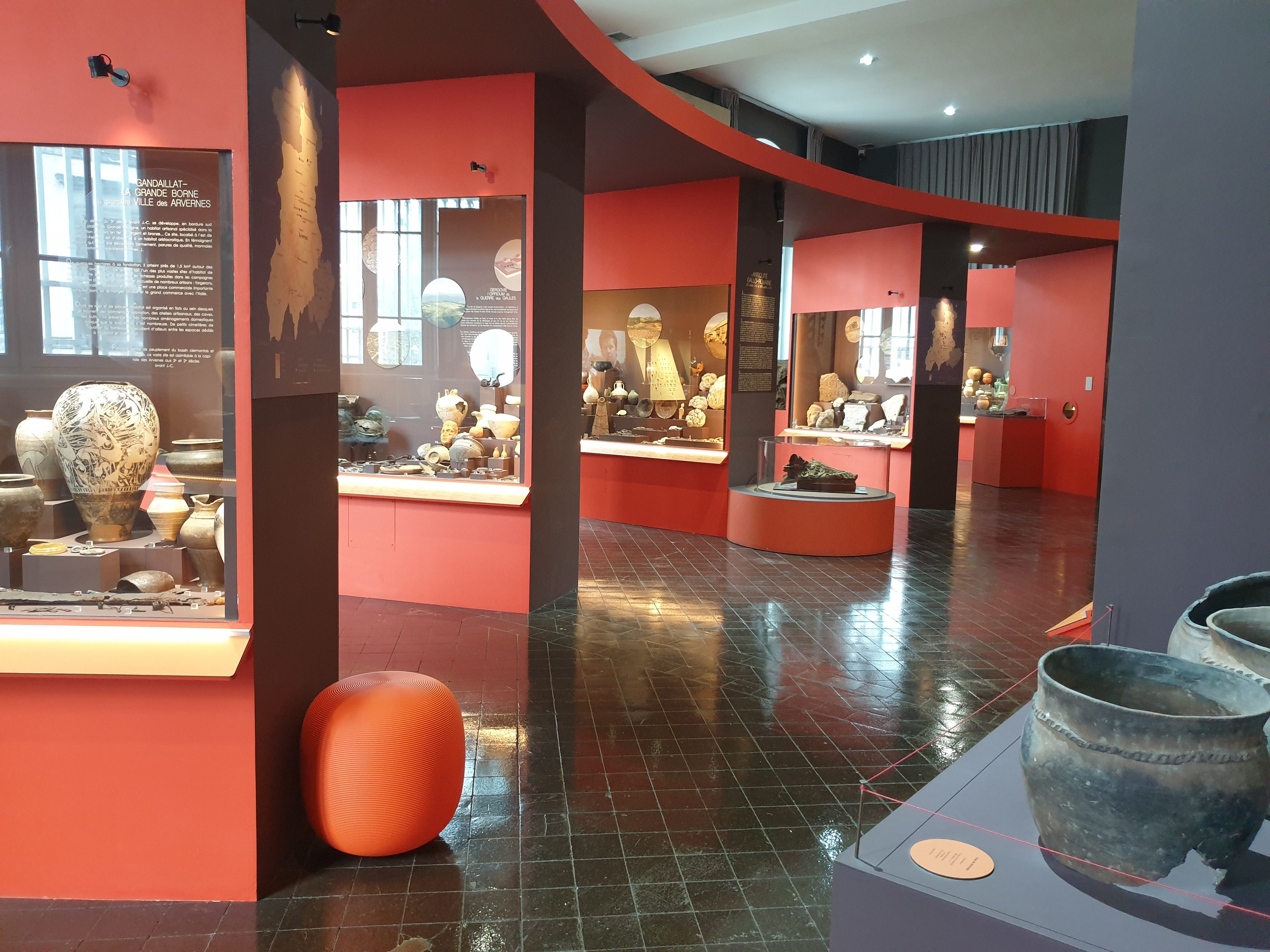
Scénographie de la salle consacrée aux collections archéologiques.

Le rez-de-chaussée est consacré à l'archéologie : il couvre les périodes de la Préhistoire, de l'Antiquité et, dans une moindre mesure, du Moyen Âge.
Les collections archéologiques proviennent pour l'essentiel de fouilles et de découvertes réalisées dans le bassin clermontois, et plus largement, dans le Puy-de-Dôme.
Le musée est également riche d'objets romains, étrusques et grecs, provenant de collections d'érudits, d'amateurs et d'antiquaires clermontois des XIXe et XXe siècles.

### Collections préhistoriques et protohistoriques
Le musée présente un important ensemble lithique issu des fouilles de l'abri Durif, site magdalénien situé à Enval (Vic-le-Comte).

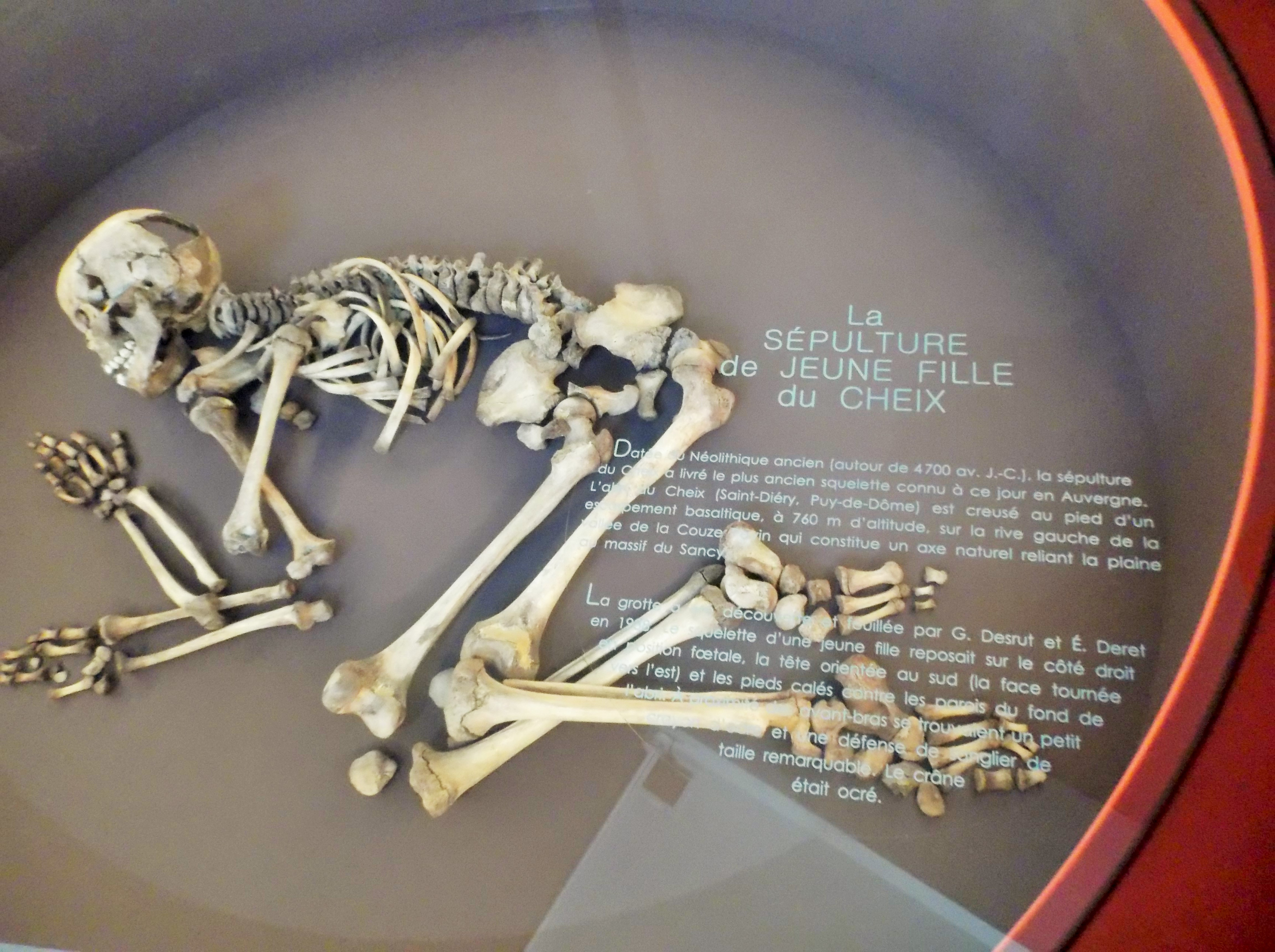
Squelette de la « jeune fille du Cheix ».

Un élément notable des collections préhistoriques est la « jeune fille du Cheix », squelette d'une jeune fille inhumée en position fœtale, trouvé en 1938 dans l'abri du Cheix, à Saint-Diéry, et datant du Néolithique ancien. Il s'agit du plus ancien squelette connu en Auvergne.
Pour la période de l'âge du bronze, l'ensemble le plus remarquable de la collection est le dépôt de Manson (Saint-Genès-Champanelle), découvert en 1873. Il est composé d'une centaine d'objets en bronze, parmi lesquels des armements et des parures.
Le musée conserve de très rares céramiques à décor zoomorphe, datant du IIe siècle av. J.-C., de fabrication probablement locale. Il s'agit d'objets de prestige, destinés au service de la boisson.

Objets de la section d'archéologie
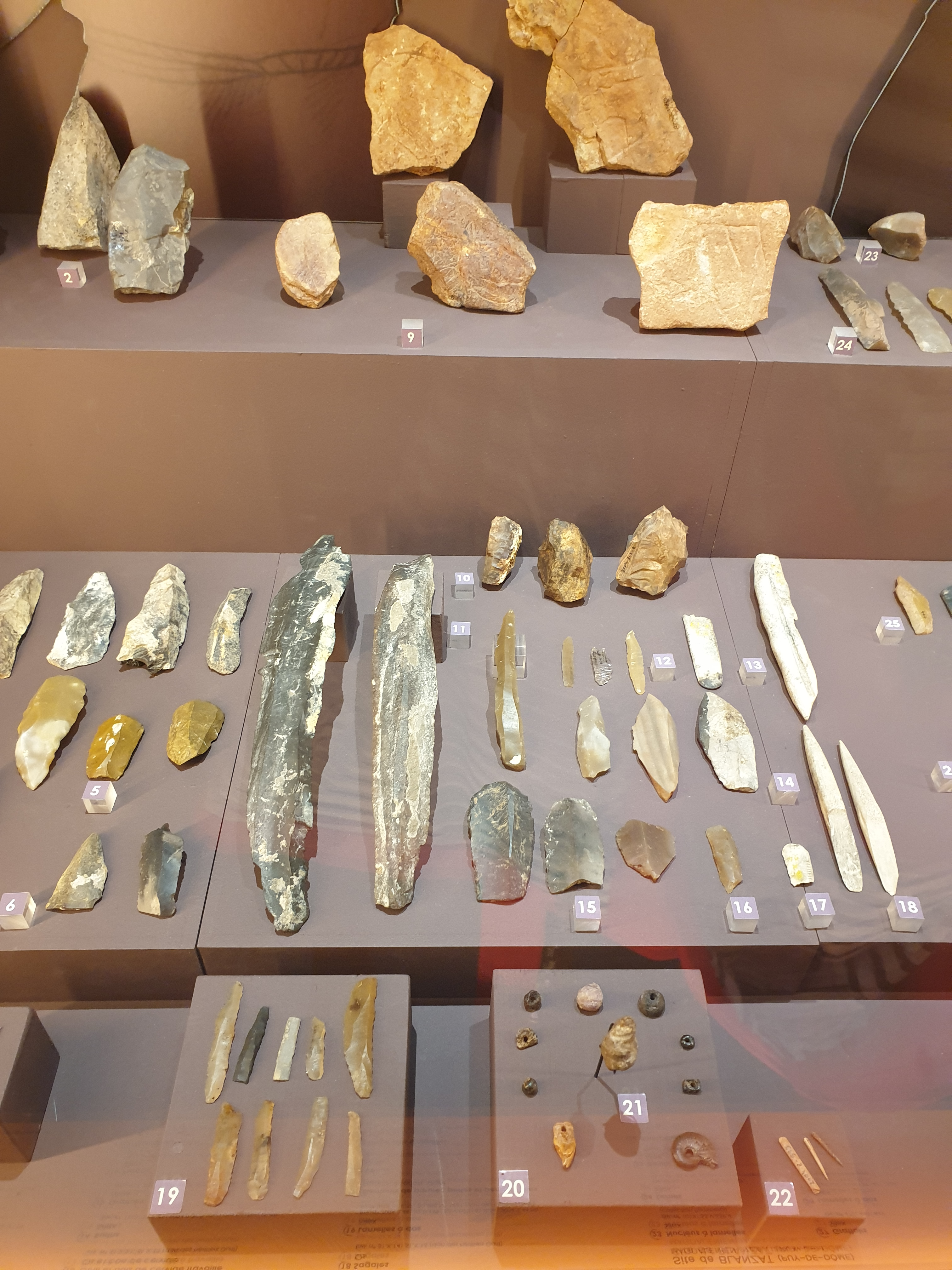
Matériel lithique.
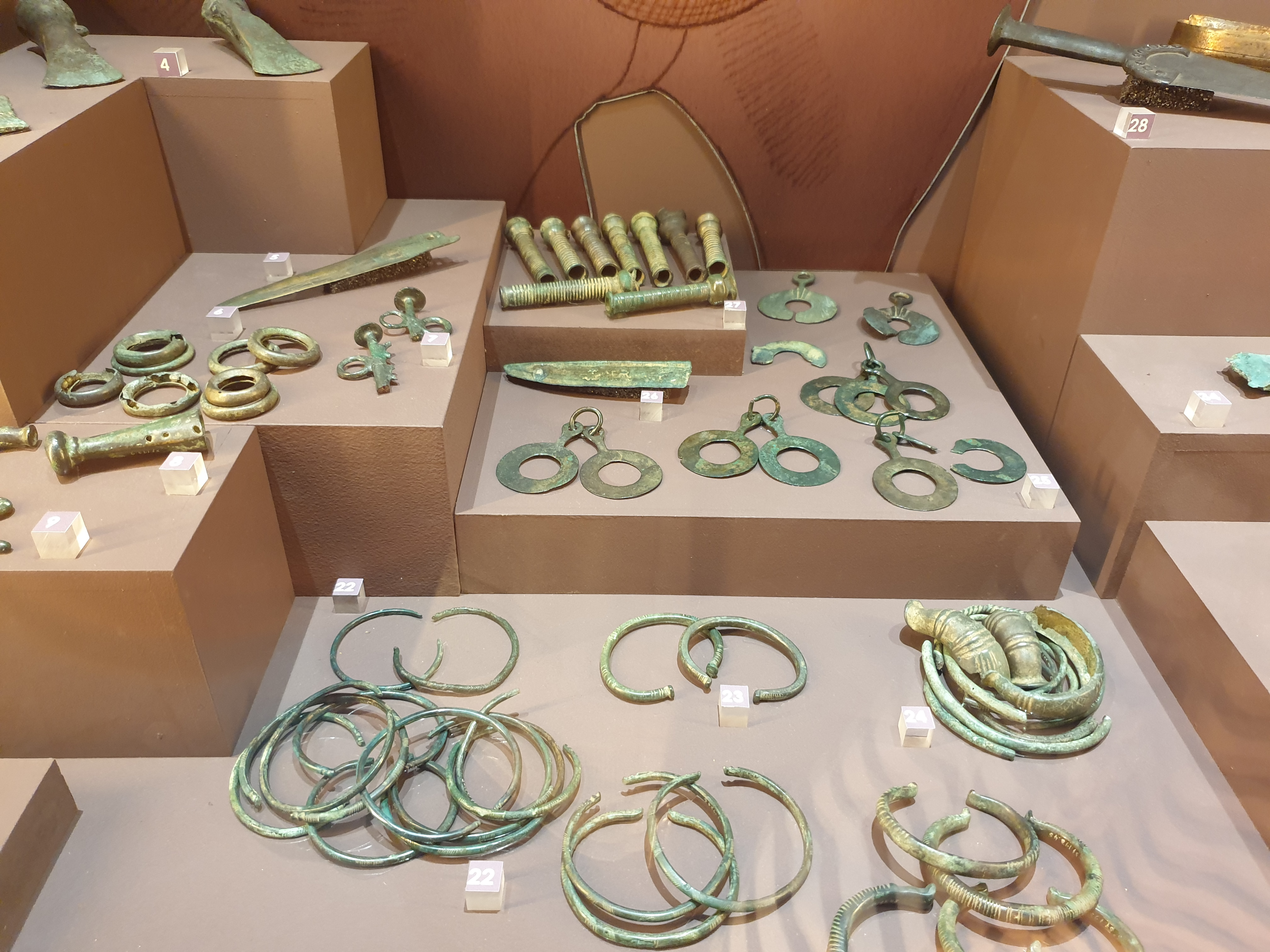
Matériel archéologique de l'âge du bronze.
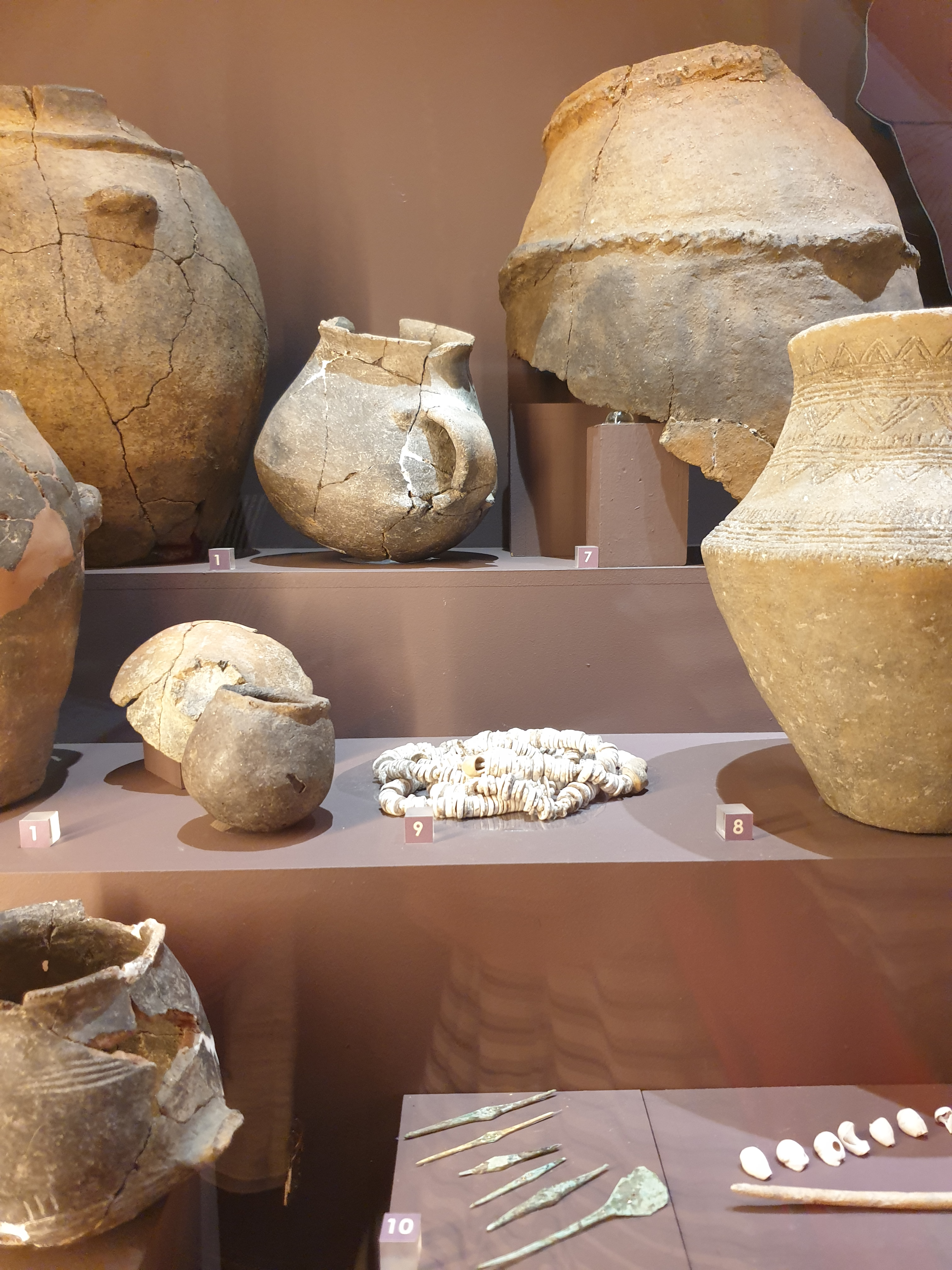
Objets archéologiques.

### Antiquités gallo-romaines

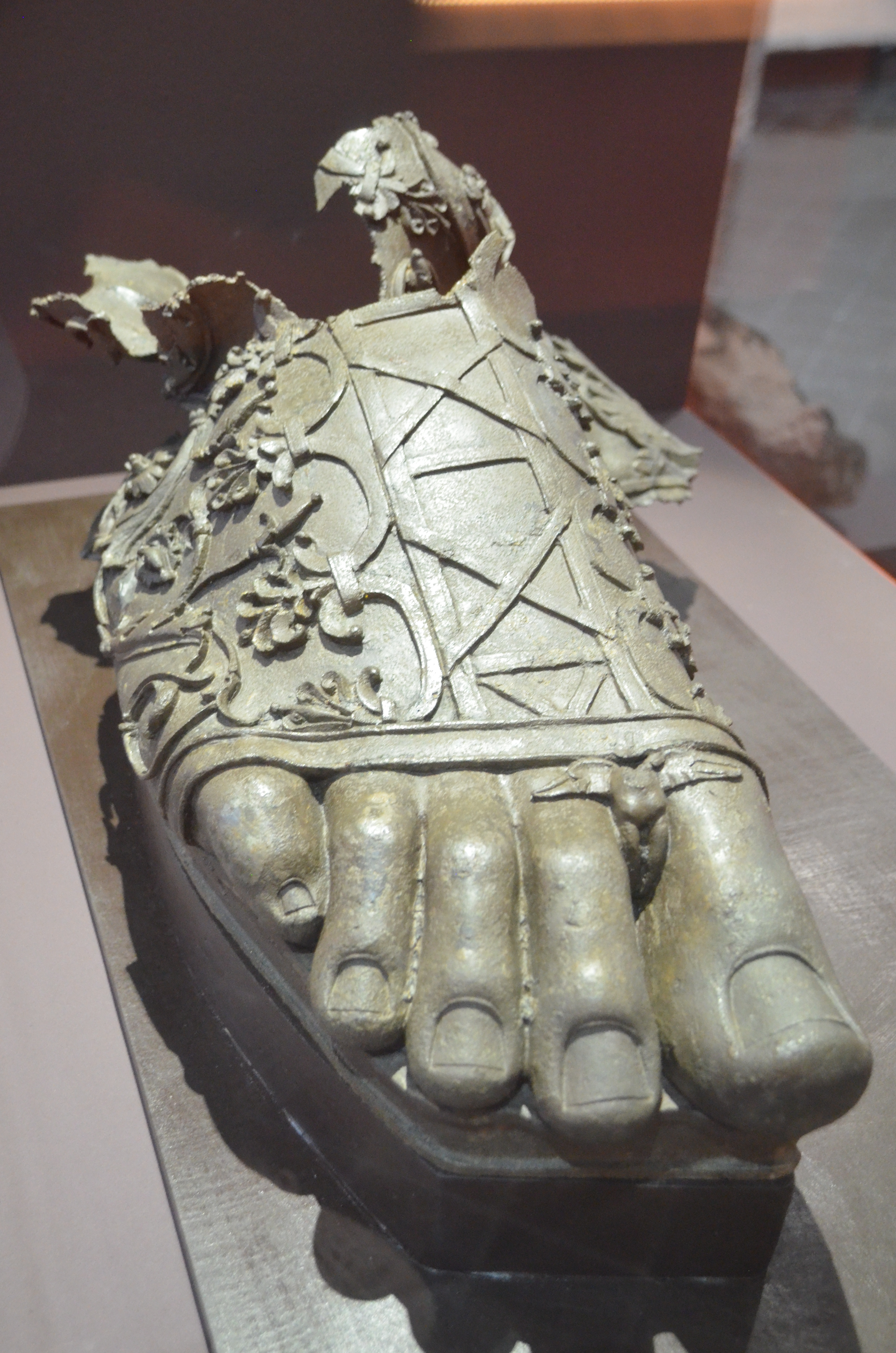
Pied d'une statue monumentale, époque impériale.

Le musée est particulièrement riche en vestiges gallo-romains, issus de différentes fouilles locales. La nécropole des Martres-de-Veyre, fouillée durant la seconde moitié du XIXe siècle, a livré cinq tombes dans un excellent état de conservation, avec divers vestiges archéologiques organiques (textiles, cuir, restes humains).
Une des pièces maîtresses de la collection est un pied monumental en bronze, découvert en 2006 lors d'un diagnostic archéologique sur le site de l'ancienne gare routière de Clermont-Ferrand. Malheureusement, des fouilles préventives effectuées par la suite n'ont pas permis la mise au jour d'autres éléments de cette statue colossale, dont on estime qu'elle mesurait entre 2,70 et 3,50 mètres pour 400 à 450 kg de métal. Il s'agit probablement d'une commande impériale pour orner un monument public d'Augustonemetum.

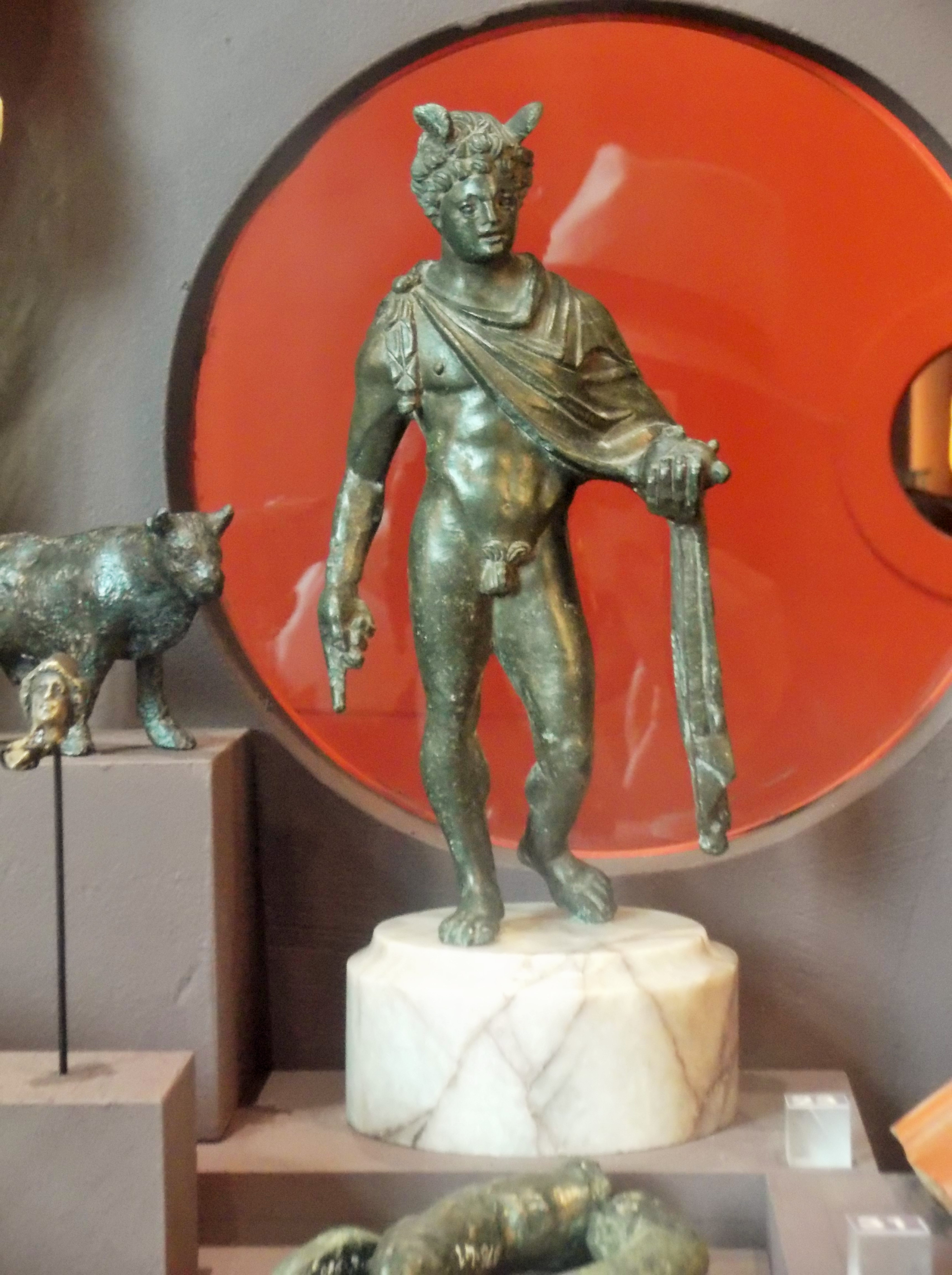
Statuette du dieu Mercure provenant du temple de Mercure au sommet du puy de Dôme.

Une partie des objets des collections romaines provient des découvertes faites dans les ruines du temple de Mercure au sommet du puy de Dôme, mis au jour à partir de 1873 lors des travaux de construction de l'observatoire météorologique. Ce mobilier date des années 120-130 après J.-C.
La collection d'ex-voto gallo-romains de la source des Roches à Chamalières est exposée au sous-sol. L'ensemble est composé de 10 000 fragments provenant d'environ 3 500 ex-voto en bois sculptés entre 30 avant J.-C. et 100 après J.-C. D'une grande diversité et dans un état de conservation exceptionnel, cette collection est un ensemble de référence. Une tablette en plomb découverte sur le site est d'une importance capitale pour la connaissance de la langue gauloise.

Objets de la section d'archéologie
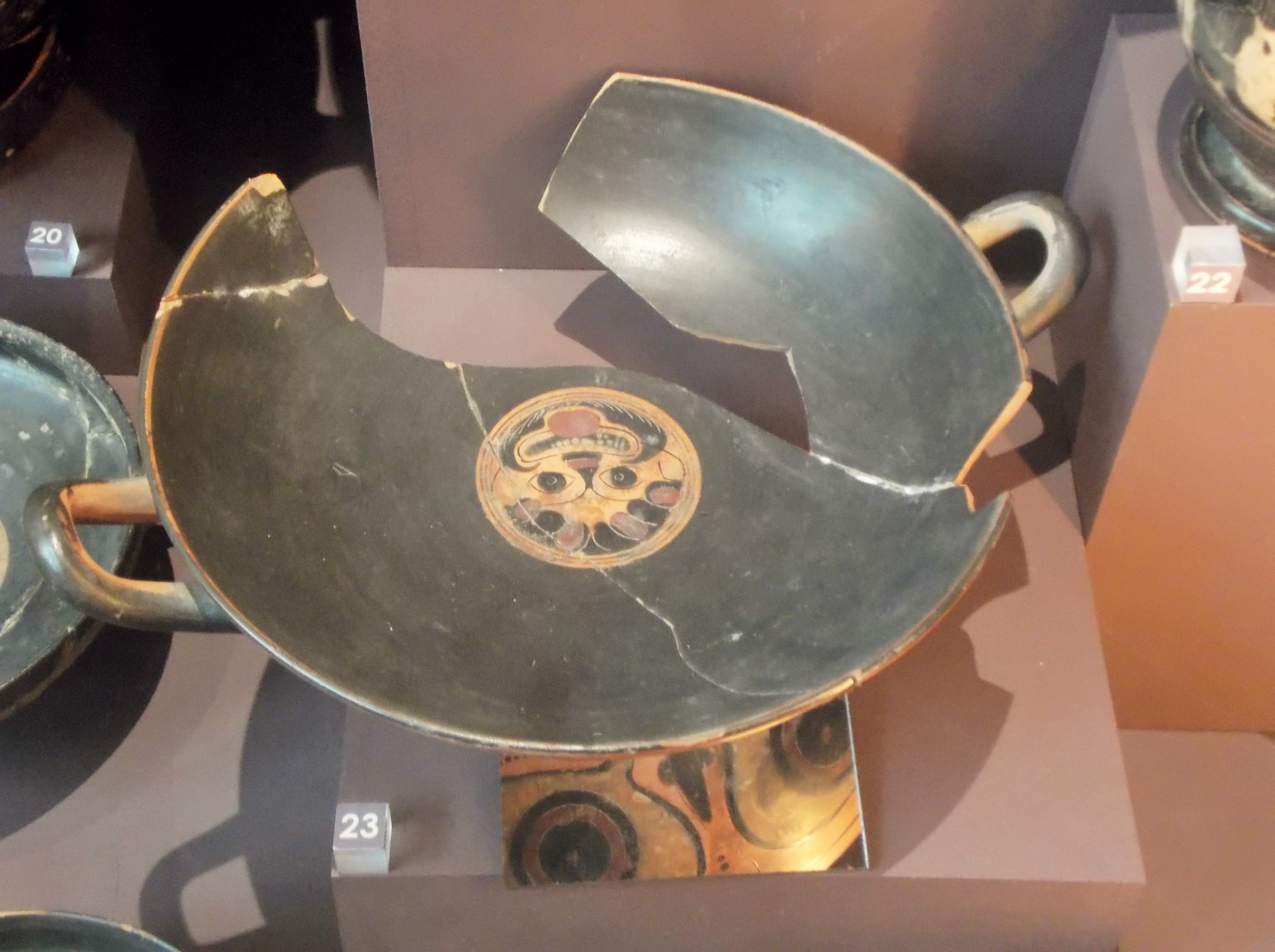
Coupe grecque attique à gorgoneion de la collection Campana.
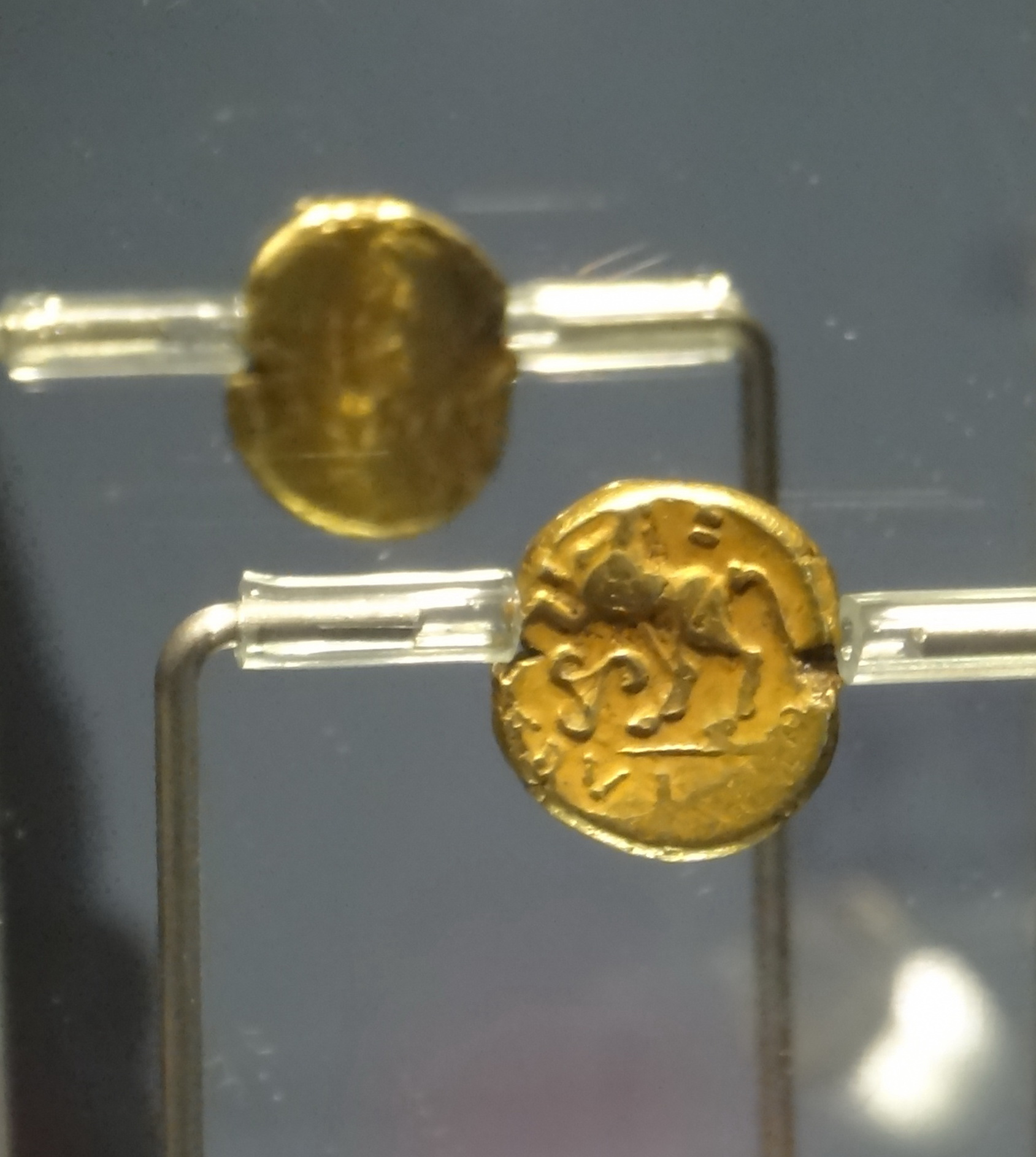
Statère arverne.
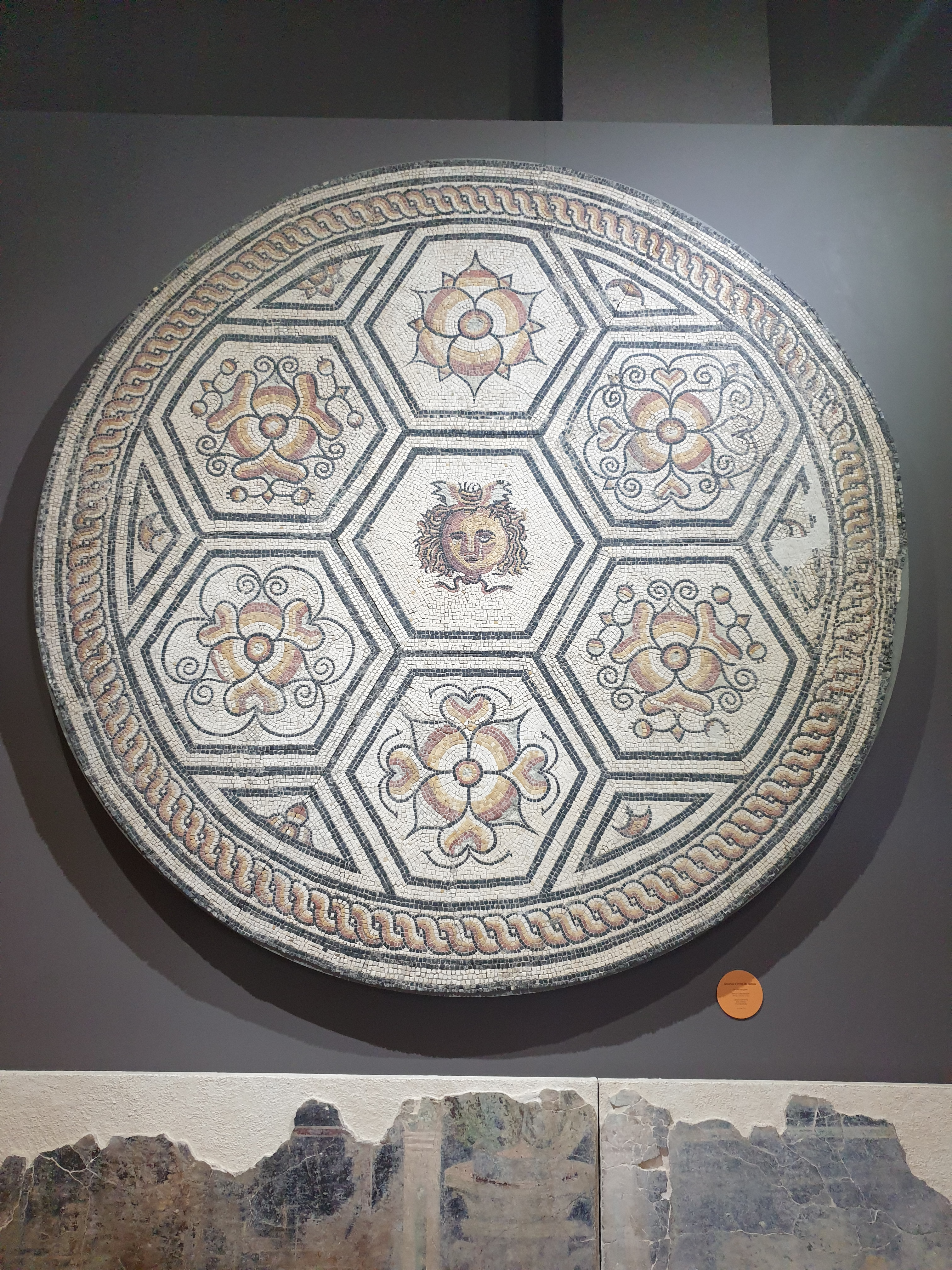
Mosaïque à la tête de Méduse.

## Collections d'arts textiles
Les deux étages supérieurs présentent les collections d'art textile. De l'Asie centrale à l'Afrique du Nord en passant par l'Amérique centrale, les collections textiles du musée Bargoin explorent un large éventail de pièces patrimoniales extra-européennes allant du XVIIIe au XXIe siècle. En raison de leur fragilité, ces pièces sont exposées par roulement.
Depuis 2012, le musée Bargoin co-produit avec l'association HS_Projets tous les deux ans une exposition dans le cadre du Festival international des textiles extraordinaires (FITE). Cette exposition fait l'objet d'une édition internationale les années impaires.

## Expositions
- « Le temps de la Méridienne. 5000 ans d'histoire sous l'autoroute A75 », octobre 2023 au 19 mai 2024.

### Publications du musée
- L'Égypte de Marcelle Baud, 1890-1987 : l'archéologie au féminin & en dessins : [exposition, Clermont-Ferrand, Musée Bargoin, 7 juillet 2021-9 janvier 2022], Saint-Pourçain-sur-Sioule, Bleu autour, 2021, 239 p. (ISBN 9782358481922)
- Jean-Claude Gaudiat, Céramiques grecques, étrusques, italiotes et romaines du Musée d'archéologie Bargoin à Clermont-Ferrand, [Clermont-Ferrand], Musée d'archéologie Bargoin, [2005], 23 p.
- Brigitte Fischer, Philippe Vergain et Michel Amandry (avant-propos), Les monnaies d'or gauloises, Clermont-Ferrand, Musée Bargoin, 2000, 63 p. (BNF 37703808)
- Isabelle Fauduet (textes) et Gérard Tisserand (planches), Les fibules des collections archéologiques du Musée Bargoin, Clermont-Ferrand, Musée Bargoin, 1982, 66 p.
- Stéphanie Boucher, Bronzes figurés antiques, Clermont-Ferrand, Musée Bargoin, 1977, 55 p.
- Marie-Laure Hallopeau, Jules Laurens en Auvergne (catalogue d'exposition), Clermont-Ferrand, Delaunay, 1975, 47 p.
- Supplément du livret du musée de Clermont-Ferrand et Catalogue du musée lapidaire, Clermont-Ferrand, Mont-Louis, 1864, 69 p. (lire en ligne)
- Jean-Baptiste Bouillet, Musée de Clermont-Ferrand (Puy-de-Dôme), Clermont-Ferrand, Typographie de Paul Hubler, 1861, 212 p. (lire en ligne)